# Laws Glacier
Laws Glacier är en glaciär i Antarktis. Den ligger i Sydorkneyöarna. Argentina och Storbritannien gör anspråk på området. Laws Glacier ligger 277 meter över havet. Den ligger på ön Coronation Island.
Terrängen runt Laws Glacier är kuperad söderut, men norrut är den bergig. Havet är nära Laws Glacier söderut. Trakten är obefolkad. Det finns inga samhällen i närheten. 